# Yasmine Boufaroua
Yasmine Boufaroua, née le 30 novembre 1994 à Paris, est une footballeuse internationale algérienne évoluant au poste de milieu de terrain à Aurillac Arpajon,

## Biographie

### Carrière en sélection
En 16 mars 2016, Yasmine Boufaroua a reçu sa première convocation en équipe d'Algérie,,.

## Statistiques
| Saison    | Equipe           | D1 | D1  | D1 | D2 | D2  | D2 | CdF | CdF | CdF | CNF U19 | CNF U19 | CNF U19 |
| Saison    | Equipe           | M  | Tit | B  | M  | Tit | B  | M   | Tit | B   | M       | Tit     | B       |
| --------- | ---------------- | -- | --- | -- | -- | --- | -- | --- | --- | --- | ------- | ------- | ------- |
| 2012-2013 | Issy             | 2  | 1   | 0  |    |     |    |     |     |     | 17      | 16      | 1       |
| 2013-2014 | Issy             |    |     |    | 17 | 13  | 2  |     |     |     |         |         |         |
| 2014-2015 | Issy             | 16 | 10  | 1  |    |     |    | 1   | 1   | 0   |         |         |         |
| 2015-2016 | Aurillac Arpajon |    |     |    | 20 | 11  | 0  |     |     |     |         |         |         |
| 2016-2017 | Aurillac Arpajon |    |     |    | 22 | 22  | 2  |     |     |     |         |         |         |
| 2017-2018 | Aurillac Arpajon |    |     |    | 21 | 21  | 1  | 1   | 1   | 0   |         |         |         |